# Fludiazépam
 (décembre 2014).
Si vous disposez d'ouvrages ou d'articles de référence ou si vous connaissez des sites web de qualité traitant du thème abordé ici, merci de compléter l'article en donnant les références utiles à sa vérifiabilité et en les liant à la section « Notes et références ».
Le fludiazépam est une benzodiazépine découverte dans les années 1960 par les laboratoires Hoffmann-La Roche.
D'un point de vue chimique, c'est la molécule de diazépam à laquelle a été attaché un atome de fluor en position R2'. Cela lui confère plus de puissance du fait que le fludiazépam a environ quatre fois plus d'affinité pour les récepteurs benzodiazépines que ce dernier.
Il est vendu sous le nom de marque Erispan au Japon et à Taïwan, à un dosage de 0,25 milligramme.
C'est une benzodiazépine qui a un fort potentiel d'abus, que ce soit au niveau de la durée du traitement ou du détournement du produit par les toxicomanes dans un but lucratif.